# Principatet
Principatet benämns en period mellan 27 f.Kr. och 284 e.Kr. i det romerska rikets historia.

## Reformering

Romerska imperiets utbredning år 117. Områden markerade i rosa var senatorprovinser, grön kejserliga provinser och grå vasallstater.

Den sena romerska republiken hade präglats av ständiga inbördeskrig och hade i praktiken upphört att fungera vid tiden för slaget vid Actium. Segraren i detta slag, Octavianus, blev efter detta Romarrikets förste kejsare och som sådan känd som Augustus.
En av orsakerna till alla inbördeskrig var uppbyggnaden av armén, som gjorde det lätt för makthungriga generaler att skapa arméer, som i första hand var lojala mot dem och inte mot den romerska staten. Under Augustus tid togs därför steget att permanent införa en yrkesarmé där alla soldater, inklusive alla befäl, var lojala mot kejsaren. Dessutom var republikens förvaltning inte anpassad för ett ständigt växande imperium. Augustus vidtog därför en rad åtgärder för att skapa en riktigt stabil stat; de viktigaste reformerna redovisas i annan artikel. Augustus reformer var lyckade och riket upplevde få inbördeskrig de följande 200 åren.
Kejsaren var förvisso enväldig, även om hans absoluta makt inledningsvis doldes bakom en republikansk fasad. Makten vilade dock på bräckliga grunder. För att behålla makten var han ytterst beroende av stödet från armén och inte minst från den egna livvaktsstyrkan, praetoriangardet. Denna kom under de kommande seklen att åtskilliga gånger avsätta och mörda kejsare som gardet inte var nöjda med. Senaten fanns kvar, men var i praktiken endast som en maktlös kvarleva från republiken. Kejsaren var emellertid även tvungen att hålla sams med senatsaristokratin om han inte ville riskera att bli mördad av denna.
Det kejserliga Romarriket hade ingen skriven författning. En stor fråga var därför hur tronföljden skulle säkras när en kejsare hade dött. Den löstes från Augustus tid och cirka 200 år framåt vanligtvis av att kejsaren adopterade (många gånger vuxna) människor, som skulle efterträda honom. Detta system fungerade, med några undantag, väl fram till slutet av 100-talet. Efter det att Nero begick självmord år 68 och kaos rådde åren 68-69, när riket hade hela fyra kejsare. Nästan ingen av kejsarna ärvde riket på samma sätt som i senare monarkier, då äldsta barnet ärvde tronen.

## Expansion
Vid tiden för införandet av kejsardömet kontrollerade Rom nästan allt land runt Medelhavet. Ändå skulle riket växa ytterligare under det kommande seklet. Augustus erövrade Alpområdet, södra Tyskland och resterande landsdelar runt Medelhavet. Claudius (regerade 41-54 e.Kr.) invaderade Britannia och införlivade större delen av ön med det expanderande imperiet. Augustus försökte också införliva allt land mellan Rhen och Elbe, men efter en kort tids ockupation fick man år 9 e.Kr. dra sig tillbaka efter att tre romerska legioner blivit förintade av germanska stammar i Slaget i Teutoburgerskogen. Slaget anses vara viktigt eftersom romarna drog sig tillbaka till Rhen efter detta och aldrig mer försökte införliva Germanien i riket.

## Storhetstiden
Utrikespolitiskt stod Romarriket på höjden av sin makt under 100-talet e.Kr. Vid Trajanus död år 117 sträckte det sig från Atlanten i väster till Persiska viken i öster och från Skottland i norr till Egypten i sydost. Efterträdaren Hadrianus avstod dock från att behålla Mesopotamien och Armenien som Trajanus erövrat och lade i stället resurserna på att förstärka gränsförsvaret. De följande 300 åren skedde ytterst få ändringar i rikets gränser. Under nästan hela kejsartiden förekom det ibland uppror i de erövrade provinserna eller hos bundsförvanter. Dessa uppror bekämpades alltid med brutalt våld. Ett av de mer kända av dessa är det judiska upproret år 66-70. Judarna bjöd länge motstånd, men till slut kunde de inte stå emot övermakten. Jerusalem intogs och templet i stadens centrum jämnades med marken, bortsett från västra muren (klagomuren).
De första seklen e.Kr. hade det Romerska riket ingen allvarlig konkurrent som den obestridda supermakten i Europa och Mellanöstern. Det enda rike i världen som motsvarade Romarriket storleksmässigt var Kina och det finns klara belägg på kontakter mellan de två stormakterna. Partherriket, som omfattade hela området mellan Eufrat och Indusfloden, var visserligen en riktig stormakt, men de krig som emellanåt blossade upp mellan Romarriket och Partherna visade att romarna var överlägsna. Under Trajanus tid som kejsare erövrade man Mesopotamien, intog Partherrikets huvudstad Ktesifon och hade planer på att slutligen erövra hela Partherriket. Efter Trajanus död år 117 skrinlades dock dessa planer och romarna drog sig tillbaka från Mesopotamien och Armenien.
Inrikespolitisk hade Augustus reformer av förvaltningen bidragit till att skapa stabilitet i riket, men även om det för lång tid framöver var sällsynt med inbördeskrig, så innebar reformerna inte någon demokratisering av samhället. Tvärtom utvecklades det runt de enväldiga kejsarna en kult som innebar att kejsarna efter sin död kunde förklaras som gudar. Under andra hälften av 100-talet hade denna kult gått så långt att kejsarkulten blev en statsreligion (se även Kristendomen segrar och kejsarkult). Alla som vägrade att erkänna kejsarens gudomlighet bestraffades med döden. Detta gjorde att den växande skaran kristna drabbades av svåra förföljelser.
Ekonomiskt var emellertid så gott som hela 100-talet en blomstringstid för Romarriket. Det allmänna välståndet steg och de krig som emellanåt fördes i rikets utkanter märktes inte mycket i det vardagliga livet för de flesta invånare. Eftersom man nu hade en yrkesarmé behövde folket inte gå ut i strid.

## 200-talets kris
Under början av 200-talet började Romarriket få problem. Dels började germanfolken i norr att angripa riket allt häftigare, samtidigt som partherriket hade störtats i öster och sassaniderna tog över makten i nuvarande Iran och Afghanistan. Sassaniderna visade sig vara mycket svårare motståndare än partherna och under stora delar av 200-talet hade romarna stora problem att försvara östgränsen. På flera håll förekom också våldsamma uppror mot kejsarmakten, bland annat i Syrien, som krävde stora truppinsatser för att slå ned.
De ökade hoten utifrån ledde till att militären fick allt större betydelse. Åren 235-284 styrdes Romarriket av en rad generaler, de så kallade soldatkejsarna. Nu var även den lugna tiden med få inbördeskrig och statskupper förbi. De flesta soldatkejsare mördades och satt ofta bara några år på tronen. Periodvis delades också riket upp mellan flera olika kejsare. Ibland fanns det flera självutnämnda kejsare, vilket ledde till inbördeskrig.
De allt högre utgifterna för militären bidrog till att skapa en djup ekonomisk kris. Staten hade stora problem att få in de skatteintäkter som var nödvändiga för att betala alla utgifter för statskassan. Den romerska staten drabbades av en kraftigt stigande inflation, varpå myntsystemet bröt samman och folket övergick i stor utsträckning till att betala med naturaprodukter.
År 212 erhöll alla invånare förutom slavar romerskt medborgarskap.

## Kejsare under Principatet
Julisk-claudiska ätten
- Augustus år 27 f.Kr. - år 14 e.Kr.
- Tiberius år 14-37
- Caligula år 37-41
- Claudius år 41-54
- Nero år 54-68

Revolutionskejsare
- År 69 brukar kallas det första fyrkejsaråret.

- Galba år 68–69
- Otho år 69
- Vitellius år 69

Flaviska ätten
- Vespasianus år 69–79
- Titus år 79–81
- Domitianus år 81–96

Adoptivkejsare
- Nerva år 96–98
- Trajanus år 98–117
- Hadrianus år 117–138
- Antoninus Pius år 138–161
- Marcus Aurelius år 161–180
- Lucius Verus år 161–169

Arvkejsare
- Commodus år 180–192

Militärkejsare

År 193 brukar kallas det andra fyrkejsaråret.
- Pertinax år 193 1 januari–28 mars
- Didius Julianus år 193 29 mars–1 juni
- Clodius Albinus år 192–197
- Pescennius Niger år 193–194

Severiska ätten
- Septimius Severus år 193–211
- Caracalla år 211–217
- Geta år 211–212
- Macrinus år 217–218 (usurpator - tillhörde ej den Severiska ätten)
- Heliogabalus år 218–222
- Alexander Severus år 222–235

Soldatkejsarna
- Maximinus Thrax år 235–238
- Balbinus år 238
- Pupienus år 238
- Gordianus III år 238–244
- Filip Araben år 244–249
- Filip II år 244–249
- Decius år 249–251
- Trebonianus Gallus år 251–253
- Aemilianus år 253
- Valerianus år 253–260
- Gallienus år 253 (260)–268
- Claudius II Gothicus år 268–270
- Aurelianus år 270–275
- Tacitus år 275–276
- Florianus år 276
- Probus år 276–282
- Carus år 282–283
- Carinus år 283–285
- Numerianus år 283–284